# Павловаць (Великий Грджеваць)
45°43′ пн. ш. 17°03′ сх. д. / 45.71° пн. ш. 17.05° сх. д.
Павловаць (хорв. Pavlovac) — населений пункт у Хорватії, у Б'єловарсько-Білогорській жупанії у складі громади Великий Ґрджеваць.

## Населення
Населення за даними перепису 2011 року становило 555 осіб.
Динаміка чисельності населення поселення: